# Vsévolod Soloviov
Vsévolod Sergéyevich Soloviov (ruso: Всеволод Сергеевич Соловьёв; Moscú, 1849 - Moscú, 1903) fue un novelista histórico ruso. Su obra más famosa es La sacerdotisa de Isis (1895). Es hijo de Sergéi Soloviev.

## Biografía
Hermano mayor del filósofo Vladímir Soloviov, Vsevolod visitó París en 1884 donde encontró a Helena Blavatsky. También se veía con otra gente de la escena del ocultismo de París, como Juliette Adam, Vera Jelikovsky, la hermana de Blavatsky y Émilie de Morsier.
Hacia 1886 se había convertido en un enemigo de la fundadora de la teosofía. Abandonó sus planes de promover la teosofía en Rusia y denunció a Blavatsky de ser una espía caída de la Ojrana, el servicio secreto de la Rusia Imperial. En aquel momento él estaba envuelto íntimamente con Yuliana Glinka, que trabajaba para Piotr Rachkovski, jefe de la Ojrana en París.
De sus últimas novelas las más conocidas son Los Magi (1889) y El Gran Rosacruz (1890), en los que trata de la mística de finales del siglo XVIII y principios del siglo XIX.

## Obras
- Una sacerdotisa moderna de Isis (1895). Londres: Longmans & Co.